# Поль Тіссанд'є
Поль Тіссанд'є́, Поль Тіссандьє́ (фр. Paul Tissandier; 19 лютого 1881 — 11 березня 1945)) — французький авіатор.

## Біографія

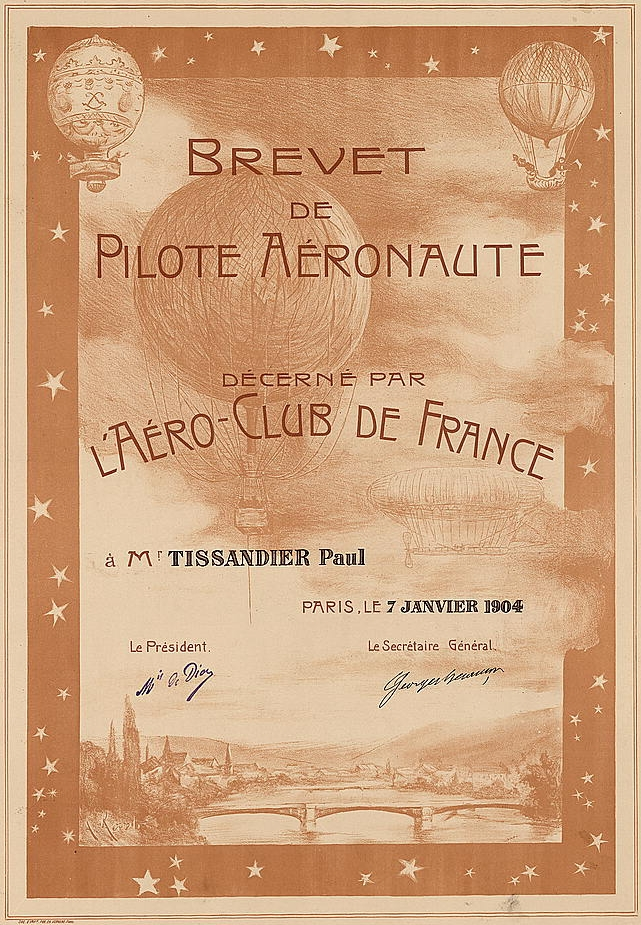
Ліцензія пілота аеростатата, видана Поль Тіссанд'є в 1904.

Син відомого авіатора Гастона Тіссанд'є і племінник Альберта Тіссанд'є. Гастон почав літати на тепловій кулі, потім змінив їх на дирижабль і в підсумку перейшов на літаки. Виконував функції скарбника Міжнародної федерації повітроплавання з моменту заснування і до 1919 року, а з 1913 і до 1945, року своєї смерті, займав пост генерального секретаря МФП.